# William Manners
William Manners (13 novembre 1697 - 23 avril 1772), de Croxton Park, dans le Lincolnshire, est un noble britannique et un homme politique whig qui siège à la Chambre des communes entre 1719 et 1754. 

## Biographie
Il est le deuxième fils de John Manners (2e duc de Rutland) et de sa première épouse, Catherine Russell. Ses frères John, Robert et Sherard sont également députés. 
Il est élu député du Leicestershire lors d'une élection partielle contestée du 7 décembre 1719. Il est réélu sans opposition pour le Leicestershire aux élections générales de 1722. Vers 1722, il est nommé gentleman de la chambre à coucher du prince de Galles. Il devient seigneur de la chambre du roi lors de l'accession au trône de George II en 1727 et est réélu sans opposition aux élections générales de 1727. Il vote avec l'administration à chaque occasion enregistrée. Il ne se représente pas en 1734 à la déception de ses amis. Il démissionne de son poste à la Cour en 1738 et est élu député de Newark au Parlement sous le patronage de son frère John, 3e duc de Rutland, lors d'une élection partielle le 31 janvier 1738. Il suit son frère dans l'opposition, votant contre la convention espagnole de 1739 et le projet de loi sur l'emplacement en 1740, mais soutenant le gouvernement sur la motion de licenciement de Walpole en février 1741. Il est réélu pour Newark aux élections générales de 1741. Son beau-frère, Henry Pelham, lui propose un poste au Conseil du Trésor en 1743, mais il le refuse. Aux élections générales de 1747, il est de nouveau réélu pour Newark. Il figure sur la liste des partisans de l'opposition et prend parti pour Frederick, prince de Galles. Il démissionne lors des élections générales de 1754 en faveur de son fils John. 

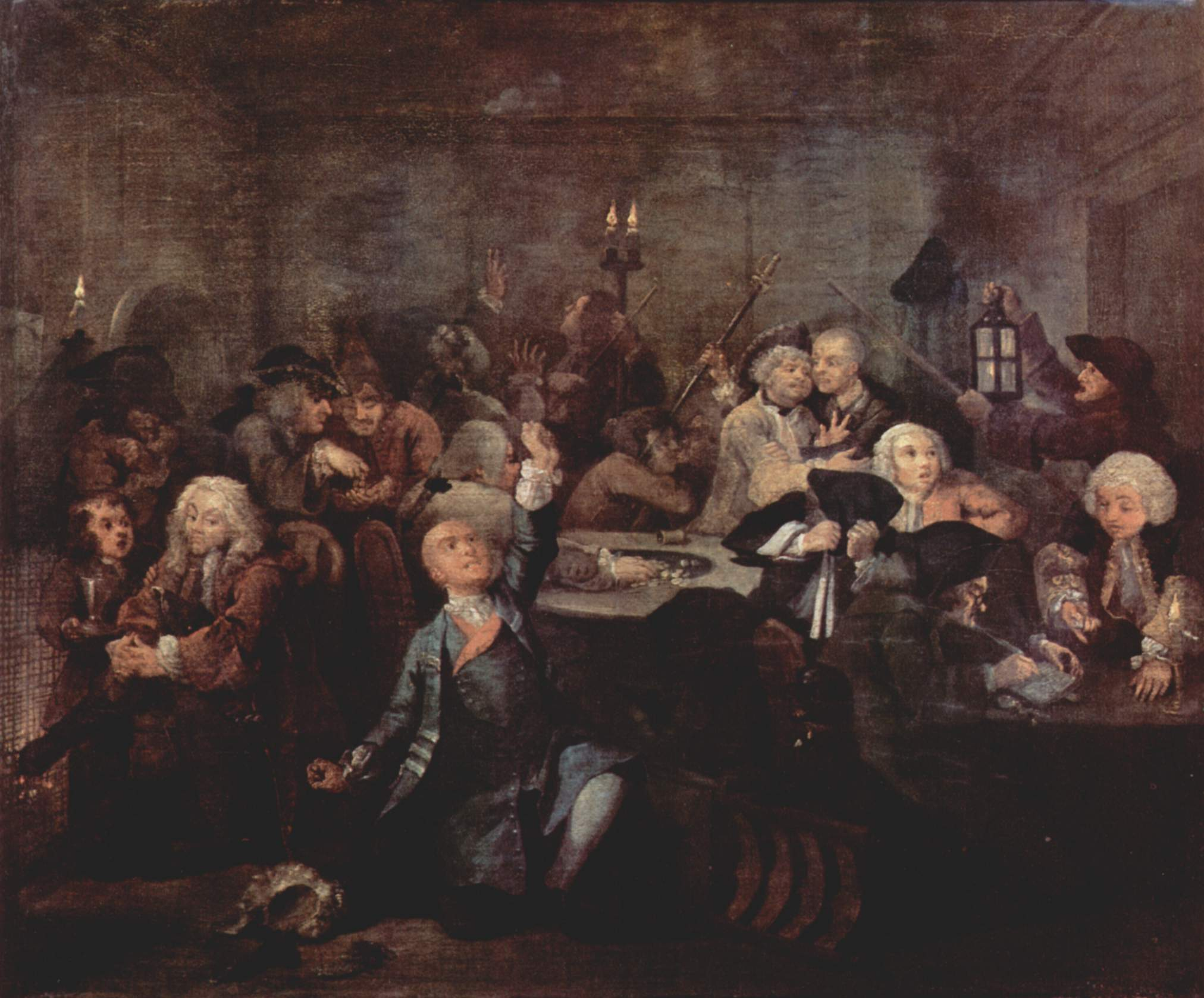
Hogarth - La maison de jeu

Il est connu comme un joueur à succès et amasse une fortune considérable en jouant. Il aurait gagné 1 200 guinées lors d'une soirée au nouvel an 1728. Il est censé être décrit dans la scène de jeu de «The Rake's Progress» de Hogarth. Il garde de grands haras de course et s'occupe des chiens de chasse Belvoir. Il meurt le 23 avril 1772 des suites d'un accident. 
Manners ne s'est jamais marié, mais par sa maîtresse Corbetta Smyth, fille de William Smyth, apothicaire de Shrewsbury, il a dix enfants: 
- Corbetta Manners (1728-1760), épouse le capitaine George Lawson Hall; leur fille Corbetta Hall est l'une des principales bénéficiaires du testament de sa grand-mère[2].
- John Manners (1730 - 23 septembre 1792), épouse Louisa Tollemache (7e comtesse de Dysart) (en).
- Thomas Manners (1731 - 1er décembre 1812), marié deux fois; d'abord en 1758 à Susannah Buckland, qui souffre d'un trouble mental, et en deuxièmes noces, immédiatement après sa mort. Son fils William Manners épouse Frances Whichcote d'Aswarby et a des descendants[3].
- William Manners (1734-1827), marié à Caroline Pickering
- Russell Manners (en) (1736-1800), marié à Mary Rayner
- Augusta Manners (1737-1828)
- Frances Manners (1739-1817)
- Robert Manners (né en 1740), mort jeune
- Caroline Manners (1741–1800), mariée à Jeremiah Ellis
- Robert Manners (1743 - 18 avril 1810), épouse Elizabeth White (1749-1817) avec des descendants nombreux, dont le contre-amiral Errol Manners (1883-1953).

Son descendant David Drew-Smythe spécule que Lord William Manners et sa maîtresse Corbetta Smyth, qui ont une relation à long terme, ne se sont jamais mariés en raison de clauses de succession. Tous les enfants de Corbetta ont été reconnus par leur père. 